# Święta Helena
Święta Helena, Flavia Iulia Helena (ur. ok. 248–250 w Trapani lub Niszu, zm. ok. 328 według części żywotów w Nikomedii, ale bardziej prawdopodobne, że w Trewirze w roku 330) – cesarzowa rzymska, święta Kościołów katolickiego i prawosławnego.

## Biografia
Helena była córką właściciela oberży i żoną lub konkubiną cesarza Constantiusa Chlorusa, który porzucił ją (ok. 292), zmuszony względami politycznymi do poślubienia córki Maximiana – Teodory. Konstantyn – syn Heleny, został później cesarzem rzymskim i wprowadził matkę na dwór, nadając jej tytuł Augusty (ok. 325 roku).
Prawdopodobnie pod wpływem syna, Helena przyjęła chrzest i podjęła działalność, której owocem były liczne ufundowane przez nią bazyliki, m.in. bazylikę Narodzenia Pańskiego w Betlejem, bazylikę Grobu Świętego w Jerozolimie, Wniebowstąpienia Pańskiego na Górze Oliwnej. Odbyła pielgrzymkę do Palestyny i innych wschodnich prowincji. Helena zasłynęła także z hojności dla ubogich. Szczodrze rozdzielała jałmużny dla głodnych, uwalniała więźniów, troszczyła się o powrót skazanych na banicję. Wpłynęła na syna, aby wydał osobne ustawy, gwarantujące ze strony państwa opiekę nad wdowami, sierotami, porzuconymi dziećmi, jeńcami i niewolnikami.
Tradycja przypisuje jej odnalezienie relikwii Krzyża Pańskiego. Anonimus Piacentinus, anonimowy pielgrzym, który ok. roku 570 odwiedził Ziemię Świętą,  wspominał o tym, że w „Martyrium” (część główna konstantyńskiej bazyliki Grobu Świętego) przechowywano relikwię drzewa krzyża, oraz tabliczkę z napisem „Oto król żydowski”, która była zamieszczona na krzyżu podczas ukrzyżowania.
Po śmierci ciało Heleny przewieziono do Rzymu, gdzie przy Via Labicana, cesarz wystawił jej mauzoleum, a sama Helena została otoczona kultem w całym Kościele.
Za zasługi dla chrześcijaństwa, Cerkiew prawosławna zaliczyła św. Helenę i jej syna Konstantyna w poczet świętych i nazwała „Równymi Apostołom”.
Od XV wieku do 1991 roku w Lublinie znajdowała się znaczna część Krzyża Świętego. Relikwie zostały skradzione i do dziś nie wiadomo, gdzie aktualnie się znajdują. Obecnie najsłynniejszym miejscem w Polsce związanym z Krzyżem Świętym i z Heleną, jest klasztor i kościół Misjonarzy Oblatów Maryi Niepokalanej (dawniej należący do benedyktynów) na Łysej Górze.

## Patronat
W tradycji zachodniej św. Helena jest patronką m.in. Frankfurtu nad Menem i Bazylei oraz diecezji w: Trewirze, Ascoli Piceno, Bambergu, Pesaro, a także farbiarzy, wytwórców igieł i gwoździ.
W tradycji wschodniej jest wstawienniczką przed Bogiem o dobre zasiewy i obfite plony (szczególnie przy uprawie lnu).

## Dni obchodów
Jej wspomnienie liturgiczne w Kościele katolickim obchodzone jest 18 sierpnia.
Kościół prawosławny nadał jej niezwykle zaszczytny tytuł liturgiczny "Równej Apostołom" (cs. Rawnoapostolnaja Carica Jelena), co podkreśla jej zasługi przy chrystianizacji Cesarstwa Rzymskiego, i wspomina świętą Helenę dwukrotnie:
- 21 maja/3 czerwca[g] tj. 3 czerwca według kalendarza gregoriańskiego,
- 6/19 marca (rocznica odnalezienia Świętego Krzyża w 326), tj. 19 marca według kalendarza gregoriańskiego.

## Ikonografia
W ikonografii wschodniej św. Helena przedstawiana jest w cesarskim stroju z koroną na głowie, lub w bogatym wschodnim odzieniu z białą chustą na głowie. Na każdym wyobrażeniu towarzyszy jej krzyż, często trzymany wraz z synem Konstantynem. Atrybutami świętej w zachodniej sztuce, oprócz krzyża są trzy gwoździe oraz model kościoła.
Obok swego syna Konstantyna i metropolity Makariosa, cesarzowa Helena jest jedną z głównych postaci przedstawianych na ikonach Podwyższenia Świętego Krzyża.

## Galeria

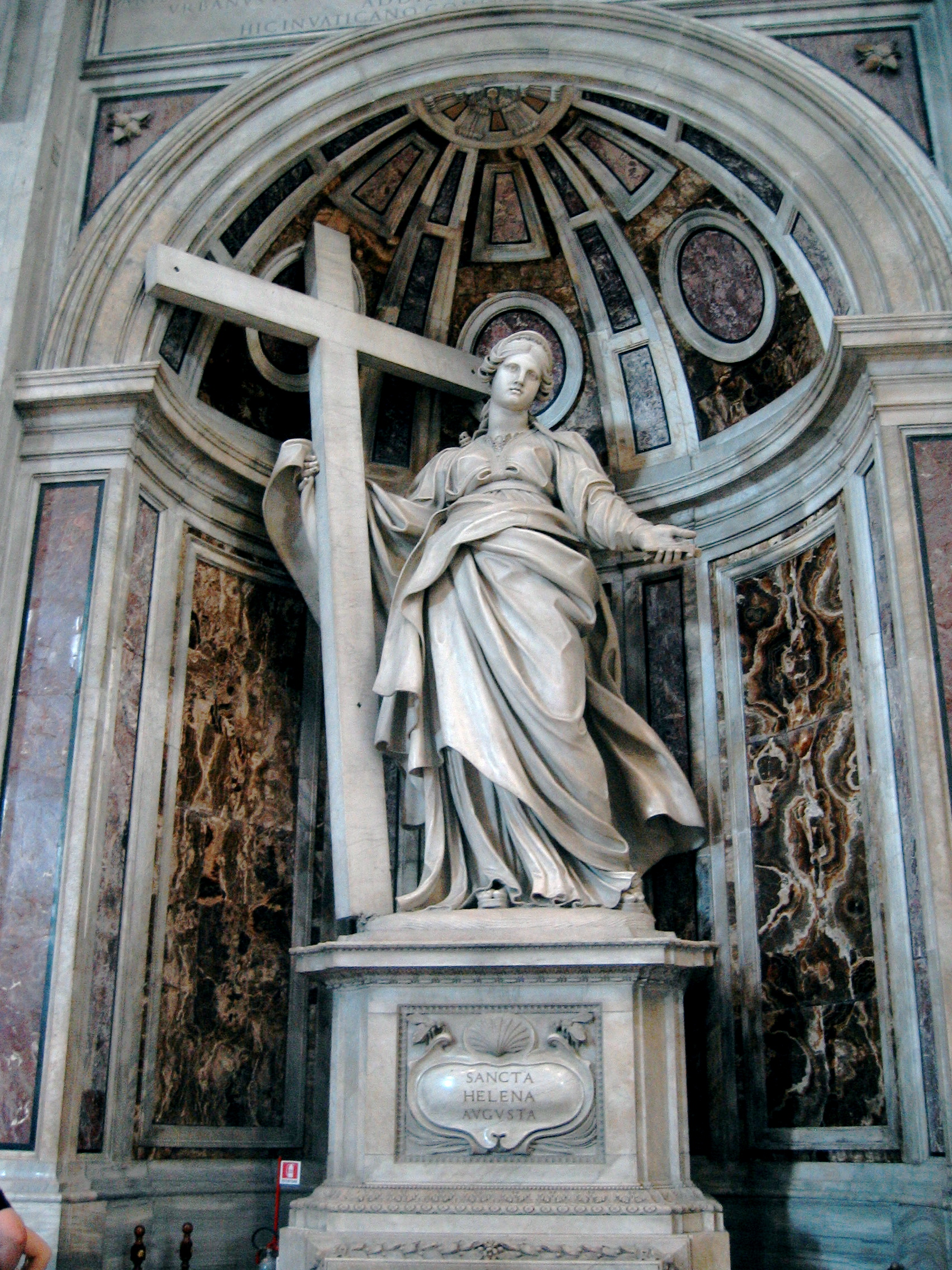
Figura św. Heleny w bazylice watykańskiej
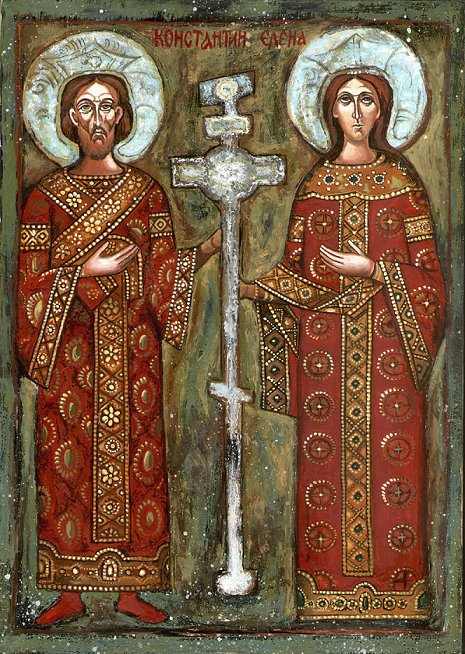
Prawosławna bułgarska ikona świętych, Konstantyna i Heleny
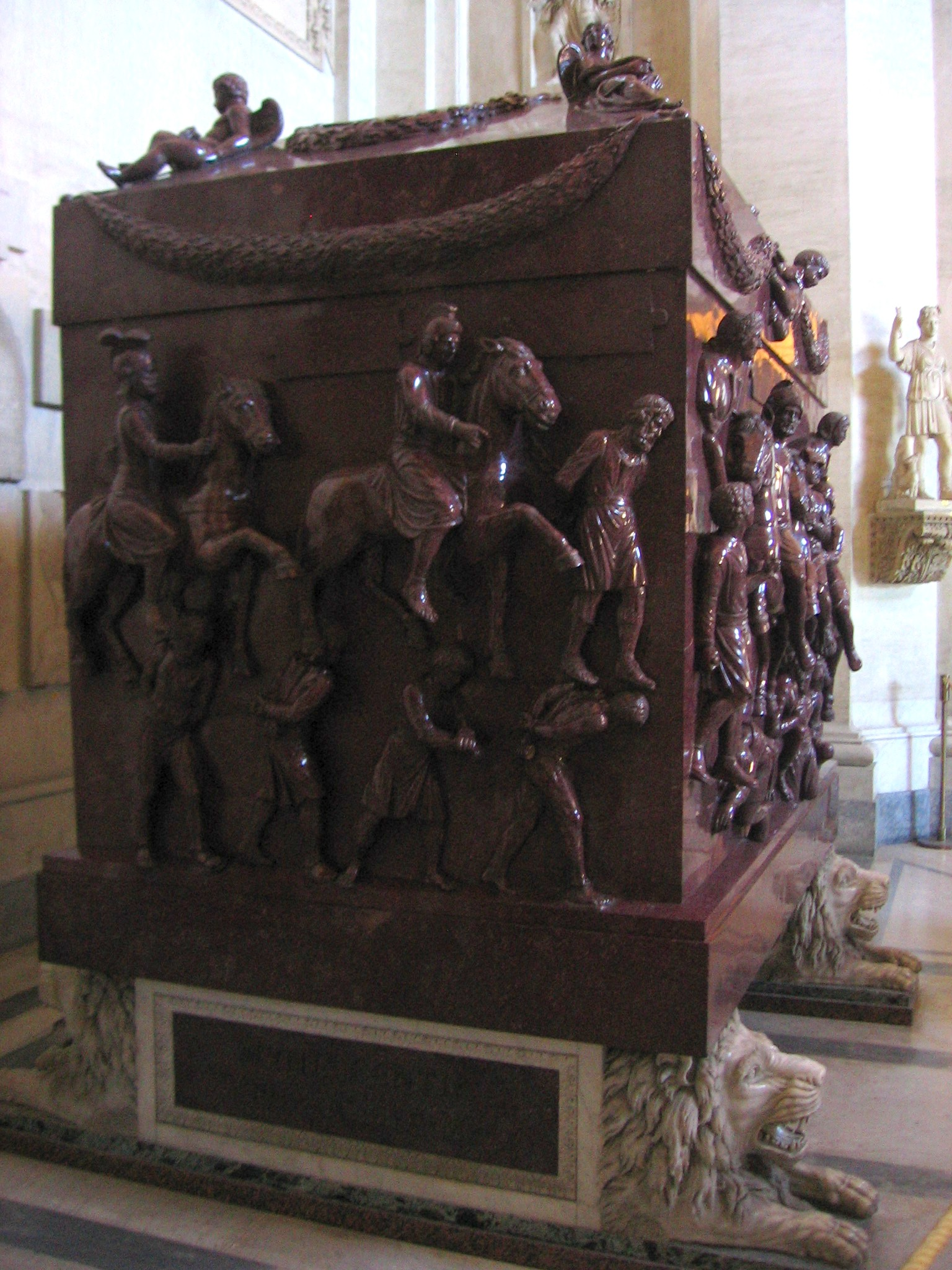
Sarkofag Heleny w Muzeach Watykańskich.